# MAZ-7907
Il MAZ-7907 (in cirillico "МАЗ-7907") è un Trasportatore Elevatore Lanciatore (TEL) sovietico costruito dalla Minsky Avtomobilny Zavod (MAZ) e utilizzato per il trasporto dei missili balistici.
Il mezzo è composto da una parte trainante a 6 assi ed un rimorchio da altrettanti assi, per un totale di 24 ruote motrici dal diametro di 1,66 m e un complesso veicolare che raggiunge una lunghezza di 28 m, con una larghezza di 4,10 m ed una altezza di 4,40 m.

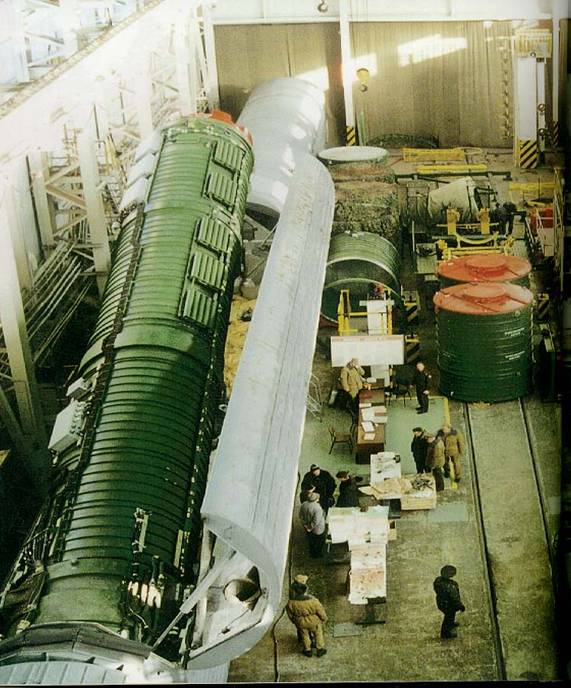
Un ICBM RT-23 (versione ferroviaria)

Lo sviluppo del MAZ-7907 iniziò nel 1983 e il primo prototipo è stato assemblato a Minsk nel marzo del 1985, seguito successivamente da un secondo. Era stato progettato per trasportare e lanciare l'enorme missile balistico intercontinentale (ICBM) RT-23 (nome in codice NATO SS-24 Scalpel), il cui travagliato sviluppo si concentrò dapprima su una variabile da silo e poi dal 1980 su una versione ferroviaria che si voleva provare a lanciare anche da un mezzo ruotato stradale. Al sistema missilistico terrestre mobile venne dato il nome ufficiale "Tselina-2" e un soprannome non ufficiale: "la nostra risposta a Reagan". Gli ingegneri sovietici si trovarono allora di fronte alla necessità di progettare un autocarro capace di trasportare e sollevare un missile che pesava da solo 104,5 tonnellate ed era lungo 22,6 m, e dimensionarono il trasportatore per una portata di 150 tonnellate. Venne scelta una turbina a gas GTD-1250 da 1250 CV (introdotta pochi anni prima per la propulsione del carro armato T-80), che azionando un generatore alimenta i 24 motori elettrici da 30 kW di cui è dotata ciascuna delle ruote, ognuna con sospensione idropneumatica indipendente. Si trattava di una propulsione molto innovativa e mai adottata per un mezzo ruotato prima di allora, almeno nel blocco sovietico. Per ridurre il raggio di sterzata fino a 27 metri le ruote erano progettate per girare in direzioni opposte: le prime quattro coppie nel verso della sterzata e le quattro coppie posteriori nel verso opposto, con le quattro coppie di ruote centrali che rimanevano dritte.
Il MAZ-7907 è stato testato fino al 1987 percorrendo complessivamente 2 054 km alla velocità massima di 25 km/h, mentre Gorbačëv iniziava la sua opera di distensione con il blocco occidentale e il processo di disarmo che avrebbe presto portato alla fine della guerra fredda e al crollo dell'Unione Sovietica. Non essendo più necessari armamenti tanto imponenti e mancando anche i soldi per mantenerli, negli anni '90 l'intero progetto venne accantonato e poi definitivamente cancellato nel 1996. Prima di essere consegnati definitivamente alla storia, nell'estate del 1996 uno dei due MAZ-7907 venne tuttavia impiegato per trasportare per 250 km una nave lunga 40 metri e pesante 88 tonnellate dal fiume Beresina al lago Narač. Sulla via del ritorno però il mezzo subirà un guasto ai motori che lo costringerà a concludere il viaggio trainato fino a Minsk.

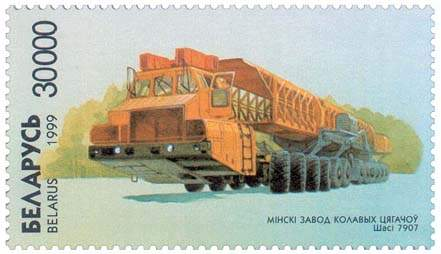
Il MAZ-7907 in un francobollo bielorusso del 1999
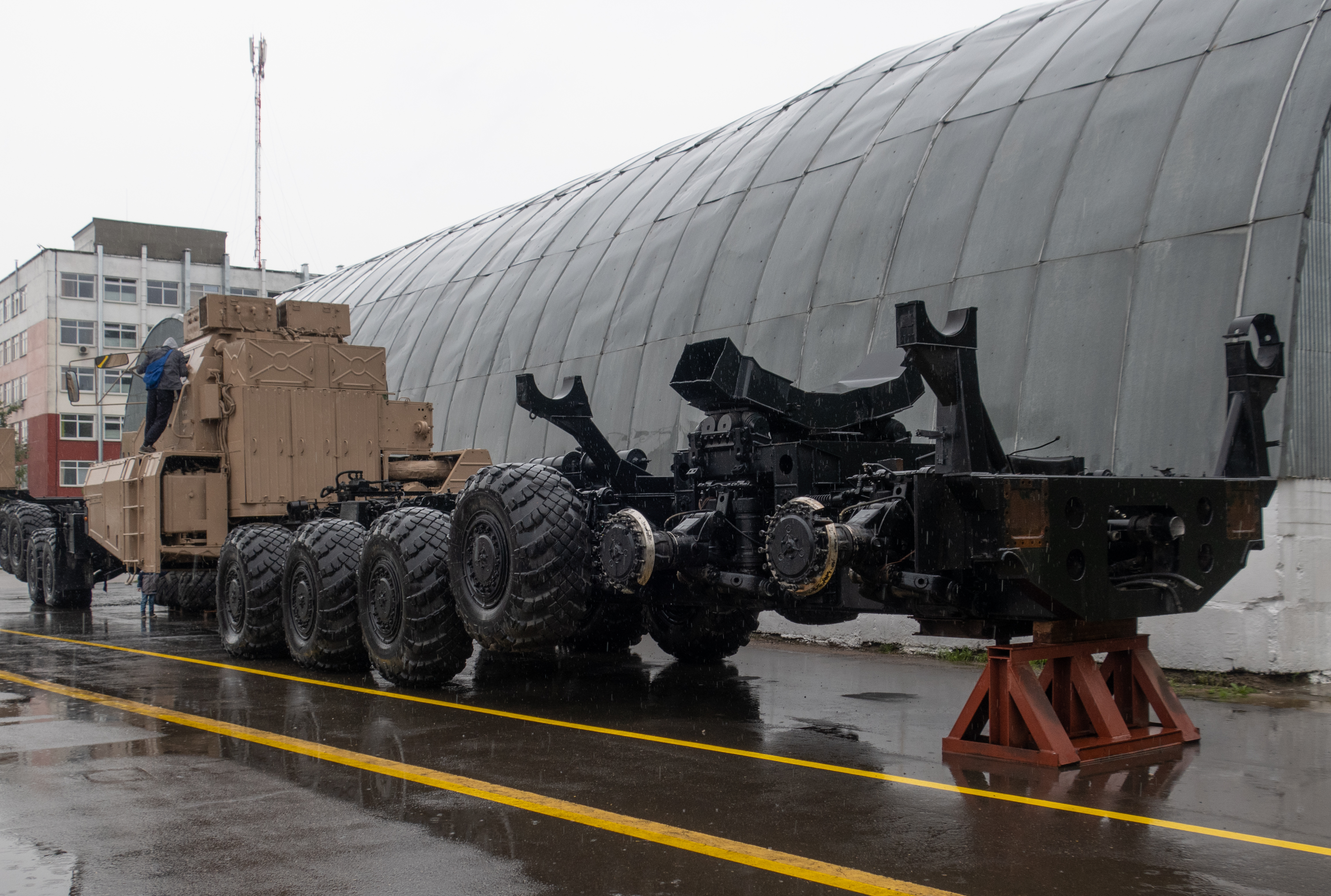
MAZ-7907 nel 2019 a Minsk
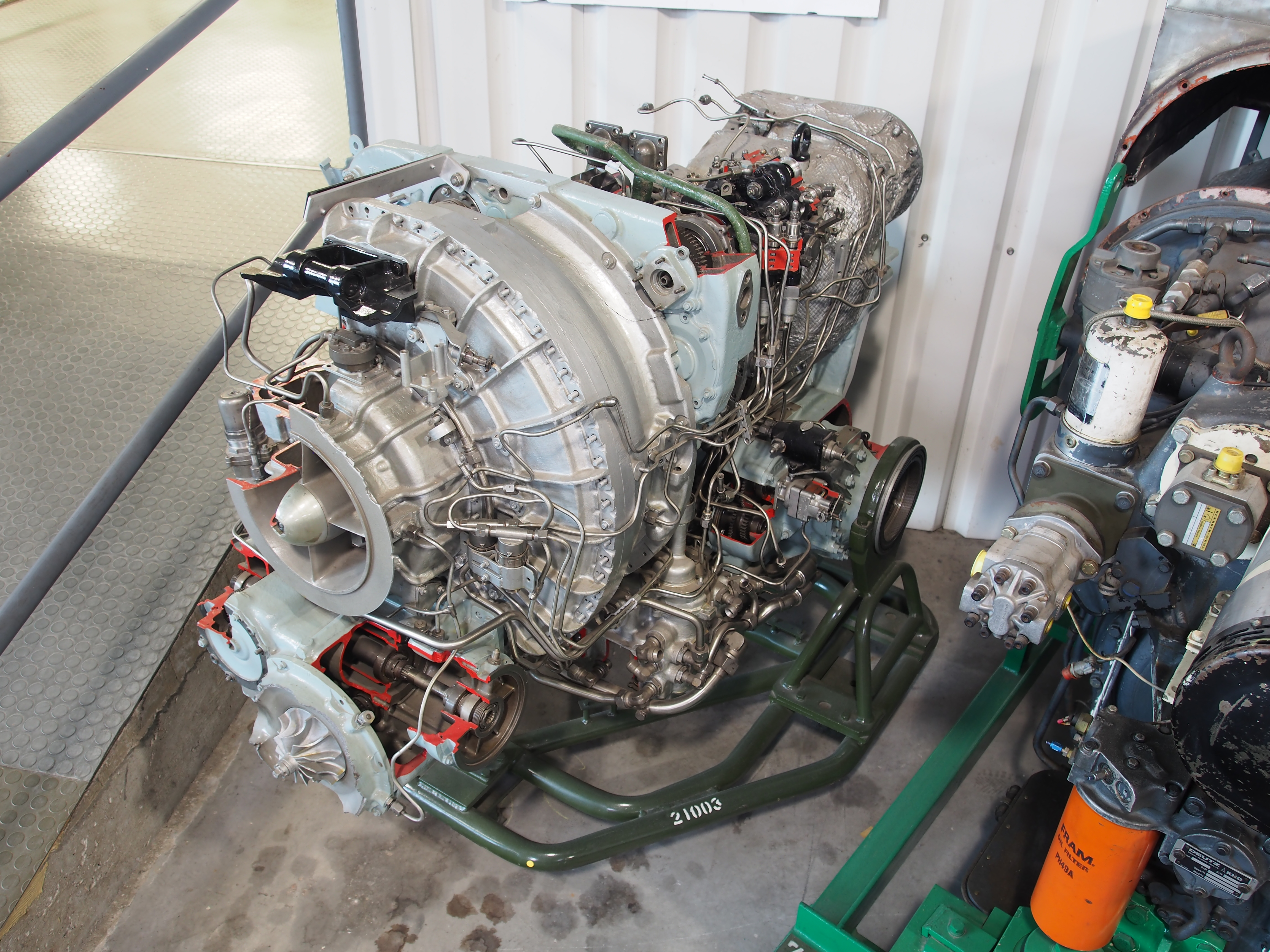
Una turbina a gas GTD-1000, versione da 1000 CV della turbina montata sul MAZ-7907